# البطولات الأسترالية 1947 (كرة مضرب)
هنا قائمة بالبطولات الأسترالية لكرة المضرب, المعروفة الآن باسم أستراليا المفتوحة لسنة 1947:

## فردي رجال
ديني بيلز هزم  جون برومويتش 4-6 6-4 3-6 7-5 8-6

## فردي سيدات
نانسي واين بولتن هزم  نيل هال هوبمان 6-3, 6-2